# HMAS Bonthorpe
HMAS Bonthorpe (FY85) – trałowiec pomocniczy z okresu II wojny światowej należący do Royal Australian Navy.

## Historia
Okręt został zamówiony przez Royal Canadian Navy w 1917, należał do trałowców typu Castle. Po wodowaniu w 1918 wszedł do służby 16 maja jako „TR10”. Został wycofany do rezerwy już w sierpniu 1919. W 1921 okręt został zakupiony przez firmę Rose Street Foundry & Engineering Co Ltd z Inverness. 26 czerwca 1926 został sprzedany do Boston Deep Sea Fishing & Ice Co Ltd w Grimsby, 19 lipca statek został zarejestrowany jako „Bonthorpe”. W czerwcu 1929 statek został zakupiony przez firmę Western Australia Trawling Co Ltd z Perth, w podróż do Australii wyruszył 6 czerwca 1929. W 1933 po zbankrutowaniu firmy został zakupiony przez Albany Tug Company z siedzibą w Albany, gdzie został przebudowany na holownik. Sześć lat później w 1939 statek został ponownie sprzedany, tym razem zakupił go Alex Armstrong z Albany.
27 listopada statek został wcielony do Royal Australian Navy. Początkowo miał służyć jako uzbrojony trawler ale ostatecznie zdecydowano na przystosowanie go do roli trałowca. Wszedł do służby 5 lutego 1940, jego pierwszym dowódcą był warrant officer (chorąży marynarki) Stephen Armstrong. Okręt bazował w Fremantle i przez cały okres wojny operował w wodach przy zachodnim wybrzeżu Australii. 30 czerwca „Bonthorpe” został odkupiony od właściciela i do końca wojny był już własnością RAN. Został wycofany do rezerwy 17 lutego 1945.
W 1948 został zakupiony przez Marka Dakasa z Broome, w latach 1949-1954 był kilkakrotnie sprzedawany różnym właścicielom. 18 sierpnia został zakupiony przez Marine Contracting & Towing Co Ltd z Cairns. Na początku 1959 wszedł na mieliznę w pobliżu Cairns gdzie został pocięty na złom.